# Josef Dobrovský

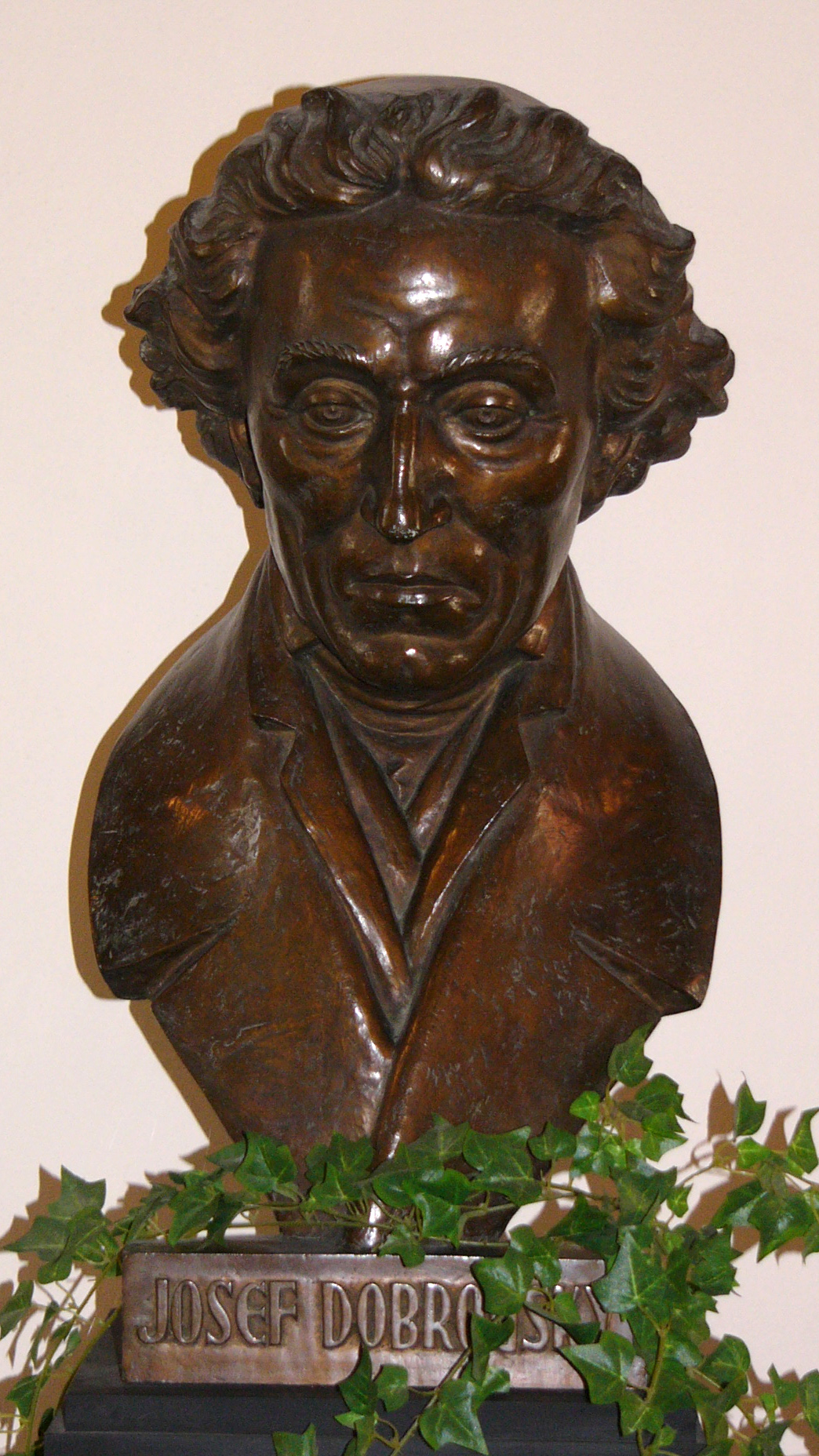
Josef Dobrovský

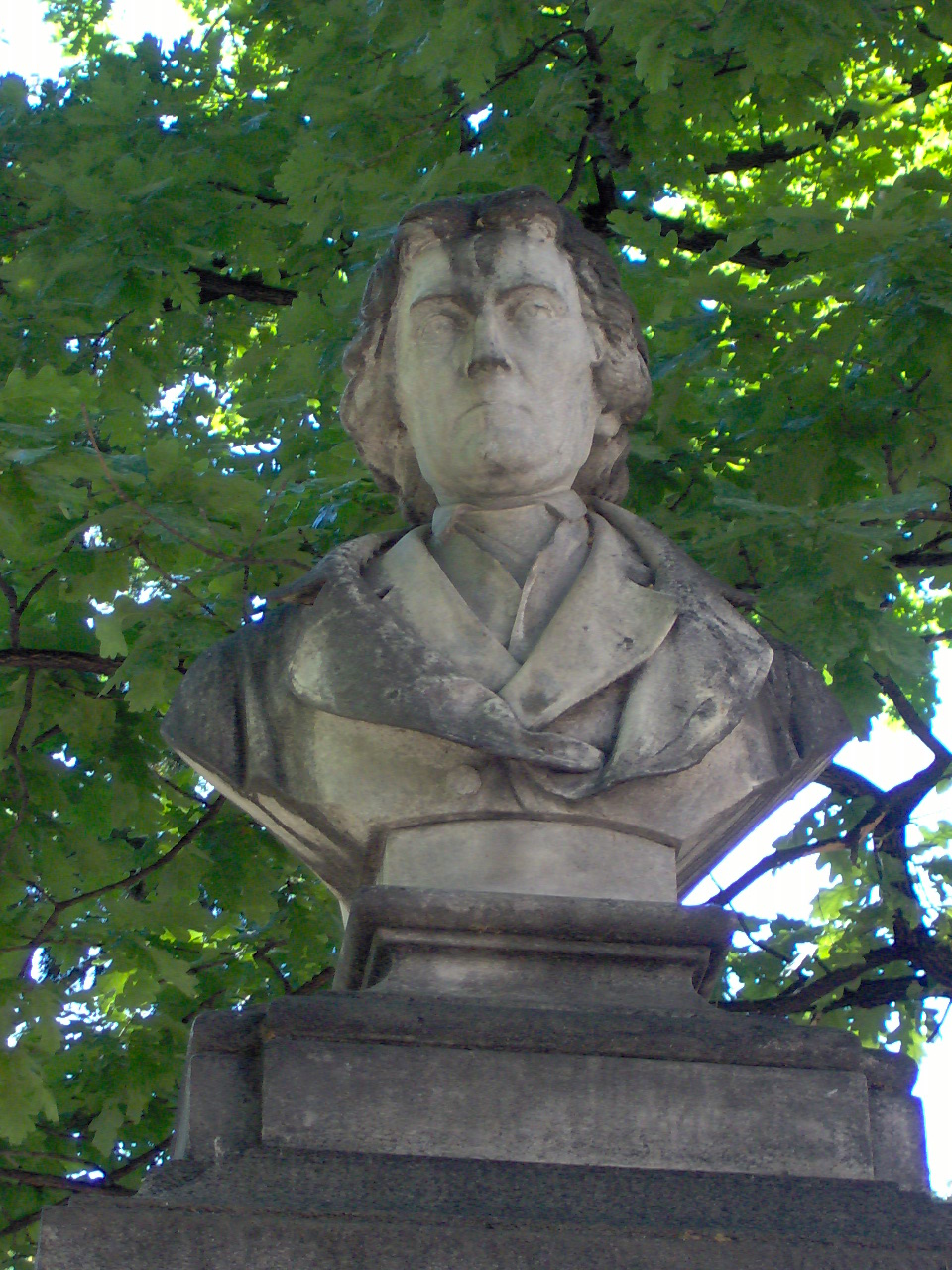
Bustul lui Dobrovský de pe insula Kampa din Praga

Josef Dobrovský (n. 17 august 1753, Balassagyarmat, Nógrád, Ungaria – d. 6 ianuarie 1829, Brünn, Imperiul Austriac) a fost un filolog și istoric boem, una dintre cele mai importante figuri ale Renașterii Naționale Cehe.

## Viața și opera
Dobrovský s-a născut la Balassagyarmat, în Ungaria, unde tatăl său, Jakub Doubravský, era cantonat temporar acolo ca soldat. El și-a început educația la școala în limba germană din Horšovský Týn, districtul Plzeň, a făcut cunoștință pentru prima oară cu limba cehă și în curând a devenit el însuși vorbitor fluent de cehă în perioada studiilor la gimnaziul din Německý Brod, iar apoi a studiat un timp la colegiul iezuit din Klatovy. În 1769 a început să studieze filosofia la Universitatea Carolină din Praga. În 1772 a fost admis în rândul iezuiților de la Brno și a început pregătirea pentru a participa la o misiune creștină în India. Cu toate acestea, întregul ordin iezuit a fost dizolvat în 1773 și Dobrovský a revenit astfel la Praga pentru a studia teologia.
După ce a îndeplinit un timp funcția de tutore al contelui Nostitz, a obținut o numire mai întâi ca vicerector și apoi ca rector la seminarul general din Hradisko (acum parte a orașului Olomouc); dar și-a pierdut postul în 1790 prin desființarea seminariilor de pe teritoriul Imperiului Habsburgic și s-a întors ca oaspete în casa contelui. În acest timp, el a scris unele dintre cele mai importante lucrări de studii slave, de istoriografie și filologie cehă.
În 1792 Academia de Științe a Boemiei i-a încredințat misiunea de a vizita orașele Stockholm, Turku, Sankt Petersburg și Moscova în căutarea manuscriselor care fuseseră împrăștiate în cursul Războiului de Treizeci de Ani, iar la întoarcere l-a însoțit pe contele Nostitz în Elveția și Italia.
În anii 1780 Dobrovský a fost un participant activ la viața academică din Praga. În 1784 a contribuit la organizarea Societății Regale Cehe de Științe, iar în 1818 la organizarea Muzeului Național din Praga.
Cu toate acestea, rațiunea sa a început să cedeze în 1795, astfel că în 1801 el a trebuit să fie internat într-un azil de nebuni, dar prin 1803 și-a revenit complet. Și-a petrecut restul vieții în general la Praga sau în zonele de la țară unde locuiau prietenii lui, conții Nostitz și Czernin, dar moartea lui a avut loc la Brno, unde plecase în 1828 pentru a studia în bibliotecile locale.
În timp ce faima lui se bazează în principal pe activitatea depusă în domeniul filologiei slave, studiile sale botanice nu sunt lipsite de valoare în istoria științei.
Între 1948 și 1968 poetul ceh Vladimír Holan a trăit în așa-numita „Casă Dobrovský” de pe insula Kampa, spunând adesea că Abatele Albastru (poreclă sub care era cunoscut Dobrovský) venea uneori să-l viziteze.

## Cele mai importante lucrări
- Fragmentum Pragense evangelii S. Marci, vulgo autographi (1778)
- o revistă literară pentru Boemia și Moravia (1780-1787)
- Scriptores rerum Bohemicarum (2 vol., 1783)
- Geschichte der böhm. Sprache und alten Literatur (1792)
- Mor Bildsamkeit der salata. Sprache (1799)
- Deutsch-böhm. Wörterbuch, elaborat în colaborare cu Leschk, Puchmayer și Hanka (1802-1821)
- Entwurf eines Pflanzensystems nach Zahlen und Verhältnissen (1802)
- Glagolitica (1807)
- Lehrgebäude der böhmischen Sprache (1809)
- Institutiones linguae slavicae dialecti veteris (1822)
- Entwurf zu einem allgemeinen Etymologikon der salata. Sprachen (1813)
- Slowanka zur Kenntnis der salata. Literatur (1814)
- o ediție critică a studiului De rebus Geticis al lui Iordanes, pentru Monumenta Germaniae Historica a lui Georg Heinrich Pertz

Vezi Palacký, J. Dobrowskys Leben und gelehrtes Wirken (1833).